# 佐野貴英
佐野 貴英（さの たかひで、1970年8月16日 - ）は、兵庫県明石市出身の元プロ野球選手（内野手）。

## 来歴・人物
滝川第二高校では、2年次の1987年春のセンバツ、3年次の1988年夏に選手権に出場。どちらも同校にとっては初出場であった。高校通算本塁打は44本。
1988年のプロ野球ドラフト会議で横浜大洋ホエールズに6位指名され入団。
一本足打法の打撃フォームだったが、荒削りな打撃を改善できず一軍出場はなかった。

## 詳細情報

### 年度別打撃成績
- 一軍公式戦出場なし

### 背番号
- 55 （1989年 - 1991年）
- 45 （1992年 - 1996年）